# Záhadný zločin
Záhadný zločin (někdy uváděn také jako Sensační případ) je český němý film natočený v roce 1912 filmovou společností Maxe Urbana a Anduly Sedláčkové ASUM ve fotoateliéru firmy Langhans ve Vodičkově ulici v Praze.

## Historie
Hlavním protagonistou filmu byl Rudolf Kafka (1866 – 1913), který poskytl námět a sám film režíroval, ale také v něm sehrál hlavní dvojroli poštmistra a tuláka. Sekundoval mu Jára Sedláček, ale o dalším obsazení ani o obsahu filmu není nic známo, pouze to, že šlo o kriminální drama. Filmové materiály jsou pokládány za ztracené a jediným pramenem, který existenci filmu dokládá, je krátká zpráva v Národních listech ze dne 30. ledna 1913 o jeho chystané premiéře v biografu Lucerna: „Příští program přináší snímek české provenience Senzační případ, sepsaný a vypravený Rudolfem Kafkou, členem Národního divadla. Zesnulý jest tu zvěčněn ve dvou úlohách: poštmistra a tuláka. Jeho charakterisační umění i jeho komika ukazují se tu v plném světle.“ Zde měl být film původně promítán v týdnu od 31. ledna 1913, avšak těsně před premiérou byl film cenzurou zakázán. 

## Obsazení
| Rudolf Kafka  | poštmistr / tulák |
| Jára Sedláček | role neurčena     |